# جون بي. مونتجومري
جون بي. مونتجومري (بالإنجليزية: John B. Montgomery)‏ هو ضابط أمريكي، ولد في 1794 في ألينتاون في الولايات المتحدة، وتوفي في 25 مارس 1872 في Carlisle, Pennsylvania ‏ في الولايات المتحدة.